# 石川県政記念しいのき迎賓館
石川県政記念しいのき迎賓館（いしかわけんせいきねんしいのきげいひんかん、英称: Shiinoki Cultural Complex, Ishikawa Prefecture、略称: SCC）は、石川県金沢市広坂の旧石川県庁舎跡地に新たに開業した多目的施設である。通称はしいのき迎賓館。
ここでは、旧石川県庁（石川県庁舎）についても記載する。玄関の前にある2本のシイノキは「堂形のシイノキ」と呼び、国の天然記念物に指定されている。

## 概要
旧石川県庁として1924年（大正13年）6月8日に竣工。石川県内の建築物としては初めて鉄筋コンクリート構造を採用したもので、日本国内では最古となる鉄筋コンクリート構造の県庁舎（現在・過去ともに）である。国会議事堂などの設計を手掛けた矢橋賢吉の設計によって建設された。外観は左右対称で上空から見ると「日」の字を横にした構造となっている。石川県庁が金沢市鞍月に移転するまでは、永らく広坂地区のランドマークとして位置づけられていた。外観には武豊産のスクラッチタイルを使用したり、建設当時としては最新設備であった水洗式便所や電気ストーブを採用するなど近代的な技術も取り入れている。
2003年（平成15年）1月に、石川県庁舎の金沢市鞍月への移転に伴い跡地利用が浮上し、旧庁舎を活用。金沢城公園側はガラス張り構造とし、金沢市役所側の正面は庁舎をそのまま保存する形で開業した。また、現在の施設には免震構造を採用しており、2011年度にはグッドデザイン賞を受賞している。
2021年（令和3年）、文化審議会は石川県政記念しいのき迎賓館を登録有形文化財に登録するよう文部科学大臣に答申。同年6月24日、官報での告示によって登録有形文化財として登録された。

## 主な施設
- 1階：しいのきプラザ、ギャラリーA・B、カフェ&ブラッスリー ポール・ボキューズ、セレクトショップGIO
- 2階：イベントホール、ガーデンルーム、レストラン ジャルダン ポール・ボキューズ
- 3階：セミナールームA・B、大学コンソーシアム石川事務局、国連大学高等研究所いしかわ・かなざわオペレーティング・ユニット

## 名称

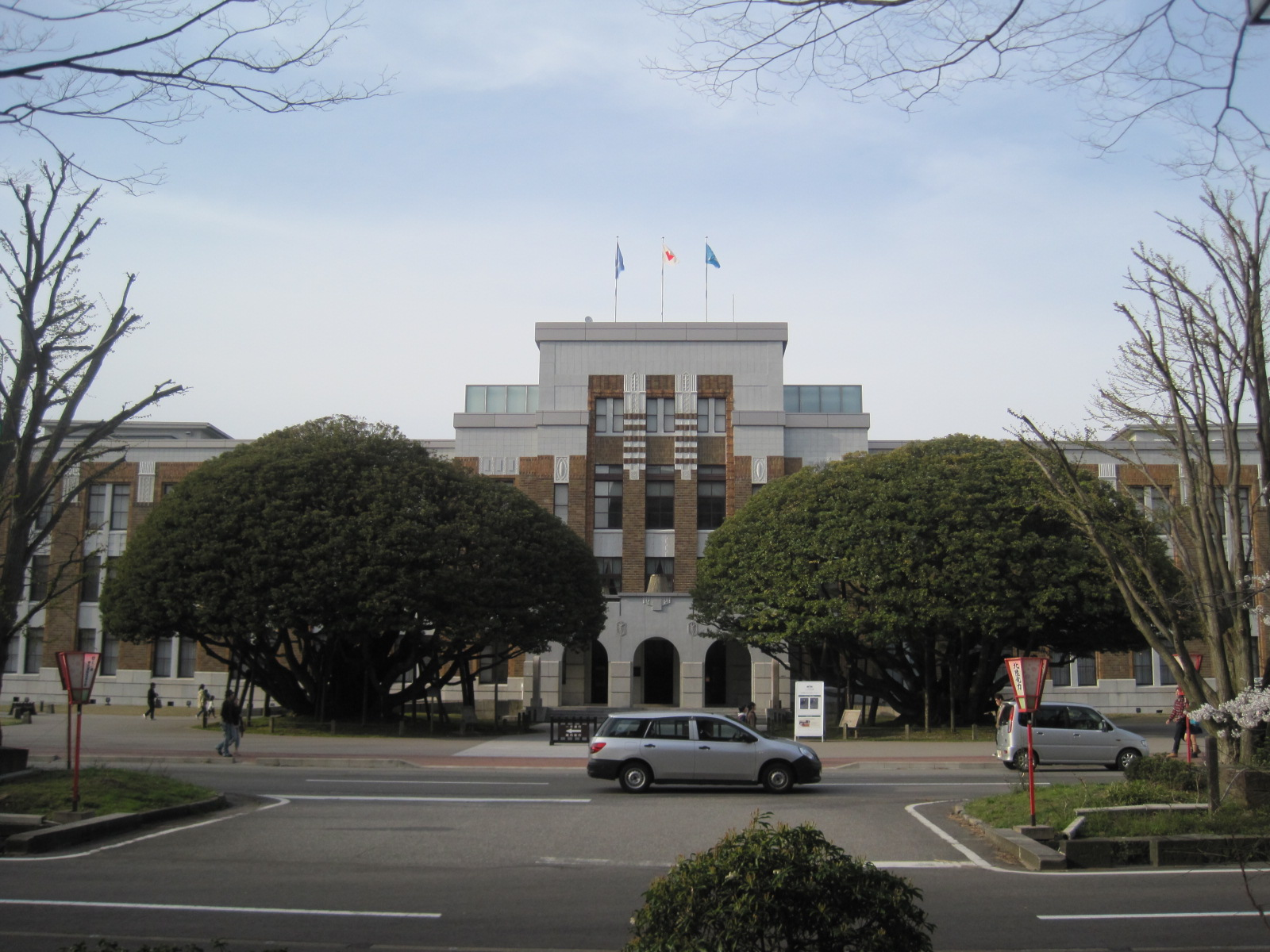
石川県政記念しいのき迎賓館と堂形のシイノキ

正式名称決定までは「旧石川県庁跡地構想」だった。正式名称は1200件の応募の中で、しいのき迎賓館が選ばれた。 
- しいのき：建物や周辺の土地をイメージしやすい堂形のシイノキ（迎賓館前にある樹齢300年の一対のシイノキ、国の天然記念物）から[1][8]。ひらがな表記にすることで、優しさを表現した。
- 迎賓館：県内外の人をもてなす場所という意味を込めた。
- 石川県政記念：周辺が明治時代から県政に使われ、建物が1924年（大正13年）から県庁舎として利用され続けてきたことにちなんで加えられた。

## 歴史
ここでは旧石川県庁時代からのものも記載する。
- 1924年（大正13年）6月8日 - 石川県内初の本格的鉄筋コンクリート建築物として竣工。
- 2003年（平成15年）1月6日 - 石川県庁が鞍月に移転。
- 2006年（平成18年） - 基本構想プロポーザル、県庁跡地等活用基本構想策定。
- 2007年（平成19年） - 基本・実施設計（山下設計）。
- 2008年（平成20年）10月 - 建設工事着工。
- 2010年（平成22年）
  - 3月 - 竣工。
  - 4月10日 - 開館[3]。
- 2024年（令和6年）1月1日 - 能登半島地震。通用口の階段が崩れる被害が発生[11]。

## 整備計画概要
- 計画名：（仮称）旧県庁舎本館南ブロック改修工事
- 所在地：石川県金沢市広坂二丁目1番1号
- 建築主：石川県[4]
- 設計・監理：山下設計[4][12]
- 階数：地上3階、地下1階
- 構造規模　既存部分:鉄筋コンクリート構造、地上3階、塔屋1階、延べ面積3,172.2m2
- 増築部分:鉄骨構造・鉄骨鉄筋コンクリート構造、地上2階（一部3階）地下1階、延べ面積1,715.7m2
- 用途：複合用途（事務所、ギャラリー、飲食店）

## 工事の概要
旧石川県庁再整備も含まれた工事の概要を表示する。

### 第1期工事
2010年（平成22年）供用　この際にエレベーターを2基増設した（三精テクノロジーズ製)
- 旧県庁舎北側部分、広坂庁舎2号館を解体撤去し、旧県庁舎南ブロック及び緑地を整備される。
- 旧県庁舎南ブロックと広坂庁舎1号館用の暫定駐車場を整備される。
- 旧広坂消防署跡地等は「広見」として整備される。

### 第2期工事
2015年（平成27年）供用
- 広坂庁舎1号館地上部を解体撤去し、地下に駐車場を整備される。
- 広坂庁舎1号館の地上部および旧議事堂跡駐車場部分を緑地として整備される。

## 交通
- 北鉄バス、西日本JRバス「広坂・21世紀美術館」バス停下車すぐ。
- 北鉄バス、西日本JRバス「香林坊」バス停下車、徒歩5分。
- 金沢ふらっとバス「市役所・21世紀美術館」バス停下車すぐ（材木ルート）、または「21世紀美術館バス停」下車（菊川ルート）。

## 周辺施設
- いしかわ四高記念公園(旧:石川県中央公園)
- 四高記念文化交流館
  - 石川近代文学館
  - 四高記念館
- 兼六園
- 金沢21世紀美術館
- 金沢能楽美術館
- 金沢市役所
- 金沢城公園